# مارا لا توره
مارا لا توره (به انگلیسی: Mara La Torre) (زاده ۱۸ نوامبر ۱۹۹۳) مدل فیلیپینی است. نام کامل او مارا اورندین لا توره است.
او یک زن ترنس است.